# Songkhla
Songkhla (in thailandese สงขลา, in malese Singgora o Singora, letteralmente: città dei leoni), è una città maggiore (thesaban nakhon) della Thailandia di 60 021 abitanti (2020), situata nel gruppo regionale della Thailandia del Sud, vicino al confine con la Malaysia. È una città portuale e si trova nel Distretto di Mueang Songkhla, che è il capoluogo della Provincia di Songkhla.
È la seconda città più popolata della provincia dopo Hat Yai, che è il centro economico della provincia mentre Songkhla è la capitale culturale e politica. Le due città distano circa 20 km e formano l'area metropolitana di Hat Yai-Songkhla.

## Etimologia
Il nome di Singgora, diventato in thai Songkhla, significa città dei leoni, e proviene dalle montagne a forma di leone situate nelle isole di Koh Nu (isola del topo) e Koh Maeo (isola del gatto), che si trovano all'imbocco della laguna di Songkhla.

## Geografia fisica

### Territorio
Songkhla si trova 720 km a sud di Bangkok. È affacciata sul golfo di Thailandia, il suo porto è il maggiore tra quelli situati sulla costa orientale dell'istmo di Kra e la pesca è uno dei settori trainanti dell'economia municipale. A nord-ovest della città si estende il lago di Songkhla (in thai: Thale Sap), una sorta di laguna separata dal mare da una lunga striscia di terra.

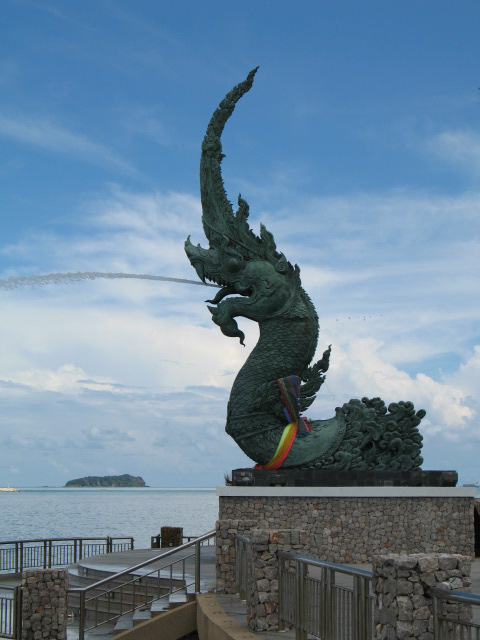
Testa di un nāga al parco di Song Thale, a Songkhla

### Clima
Songkhla ha un clima monsonico di classe Am secondo la classificazione dei climi di Köppen. La temperatura è alta tutto l'anno con variazioni minime nel corso delle stagioni. La media delle temperature minime mensili varia tra i 24 e i 25 gradi, mentre la media delle massime varia tra i 29 ed i 33 gradi. La stagione più secca è tra febbraio e marzo, le maggiori precipitazioni piovose si registrano da ottobre a dicembre.

Posizione del Distretto di Muang Sonkhla e del lago nella provincia

## Storia
Songkhla è un antico porto dove indiani, persiani e arabi venivano a scambiare le merci. Furono questi naviganti a dare alla città il nome Singora. La città antica si trova a nord di quella odierna, nel Distretto di Sathing Phra.
Fu la capitale di un antico regno malese fortemente influenzato dall'Impero Srivijaya. Tra il 200 ed il 1400 fu l'avamposto settentrionale del Regno malese di Langkasuka. Passata sotto il controllo dei siamesi del Regno di Ayutthaya, divenne poi una città-Stato tributaria di Nakhon Si Thammarat. Re Songtham di Ayutthaya fece di Songkhla capoluogo di provincia nel XVII secolo e nominò governatore il musulmano Sulaiman. Con l'ascesa al trono siamese dell'usurpatore Prasat Thong, nel 1629 Sulaiman approfittò dell'instabilità che regnava sulla capitale e proclamò l'indipendenza del cosiddetto sultanato di Singora. I siamesi riuscirono a riprendere il controllo della città nel 1668, danneggiandola gravemente durante la battaglia con cui sconfissero le truppe locali.
Nel XVIII secolo iniziò la massiccia immigrazione di comunità cinesi che presto si affermarono economicamente e contribuirono a ricostruire la città. Nel 1769, una delle famiglie cinesi divenne la più ricca della zona, guadagnandosi il nome Na Songkhla (letteralmente: 'da Songkla'). Nel 1777, i Na Songkhla ottennero anche il potere politico ed il suo membro Luang Inthakhiri (nome cinese Wu Rang) divenne il nuovo governatore. La carica sarebbe rimasta in mano alla famiglia con otto dei suoi discendenti fino al 1901, quando la riforma dell'amministrazione statale disposta dal principe Damrong Rajanubhab pose pacificamente fine alla supremazia politica dei Na Songkhla. Il palazzo di famiglia viene oggi utilizzato come sede del Museo nazionale di Songkhla. La città fu formalmente annessa al Siam con il trattato Anglo-Siamese del 1909, negoziato dal governo di Bangkok con l'Impero britannico.
L'8 dicembre del 1941, poche ore prima dell'attacco di Pearl Harbor, le truppe dell'Impero del Giappone sbarcarono a Songkhla e diedero inizio all'invasione della Thailandia, ritenuta dal governo di Tokyo di fondamentale importanza per le successive invasioni di Birmania e Malaysia, a quel tempo controllate dal Regno Unito. Da Songkhla l'esercito nipponico si diresse a sud e, dopo aver conquistato Penang e Perlis, si impadronì della Malesia prima di sferrare il vittorioso attacco a Singapore.
Dal 2003 Songhkla risente degli effetti della cruenta insurrezione nella Thailandia del Sud, che colpisce soprattutto le vicine province di Narathiwat, Pattani e Yala. L'esplosione di alcune bombe in città nel 2005 ha diffuso la preoccupazione che il conflitto del sud si radichi anche a Songkhla.
Il 7 novembre 2012, il sindaco di Songkhla Peera Tantiserane è stato assassinato in territorio comunale.

## Società

### Evoluzione demografica
Un terzo della popolazione è musulmana di etnia malese, gli altri sono di etnia thai e cinese. I musulmani parlano lo Yawi, una lingua di origine malese con diversi vocaboli propri della lingua thai.

## Amministrazione
Il Distretto (amphoe) di Mueang Songkhla comprende 5 sottodistretti (tambon). La municipalità di Songkhla comprende l'intero tambon Bo Yang.

## Monumenti e luoghi d'interesse
- Wat Matchimawat (detto anche Wat Klang) - complesso templare buddhista del XVI secolo. Il tempio principale (Ubosot) risale al tempo dei re Rama III (regno dal 1824 al 1851) e Rama IV (regno dal 1851 al 1868). All'interno del wat ha sede un museo[3]
- Wat Chai Mongkhon - Wat che comprende un chedi dove sono custodite reliquie del Buddha portate dal monaco Na Issaro dallo Sri Lanka
- Casa dei governatori Na Songkhla (Museo nazionale) - Palazzo in stile cinese eretto nel 1878 dal governatore di etnia cinese, oggi trasformato in Museo nazionale. Al suo interno sono conservate sculture del periodo Srivijaya (VIII e X secolo) e ceramiche del periodo di Ayutthaya
- Spiaggia di Samila (in thai: Hat Samila) - spiaggia principale della città. La statua nella spiaggia di una sirenetta, simbolo cittadino,[3] ricorda quella analoga di Copenaghen. Secondo la tradizione thai, raffigura la dea Mae Thorani, che protesse Buddha durante la meditazione che portò alla sua Illuminazione
- Koh Yo (isola Yo) - isola che si trova all'interno del lago di Songkla. Principale attrazione turistica della città, è collegata alla terraferma con il ponte Tinsulanonda, il più lungo in cemento della Thailandia[3]

## Galleria d'immagini

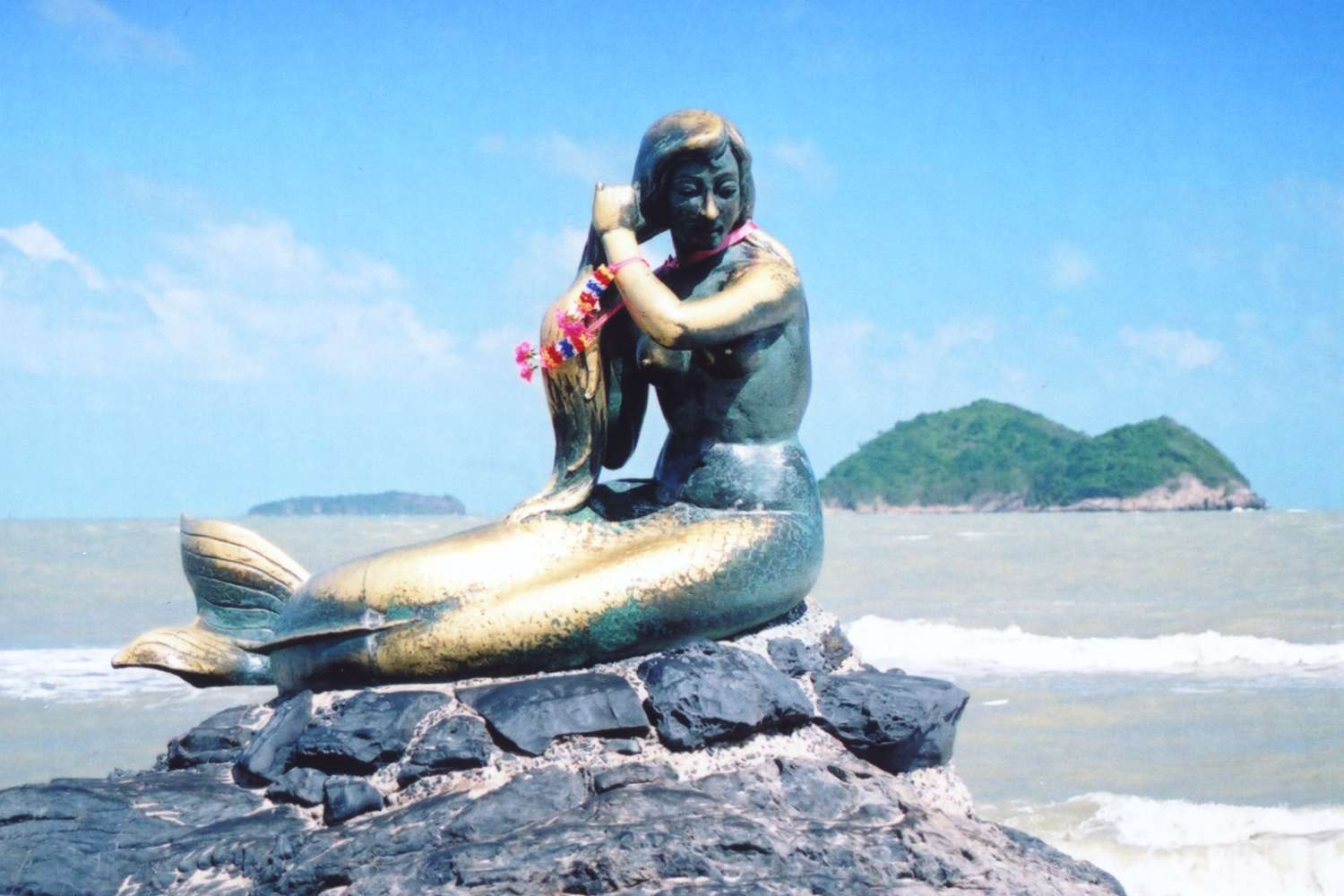
La sirenetta di Songkhla
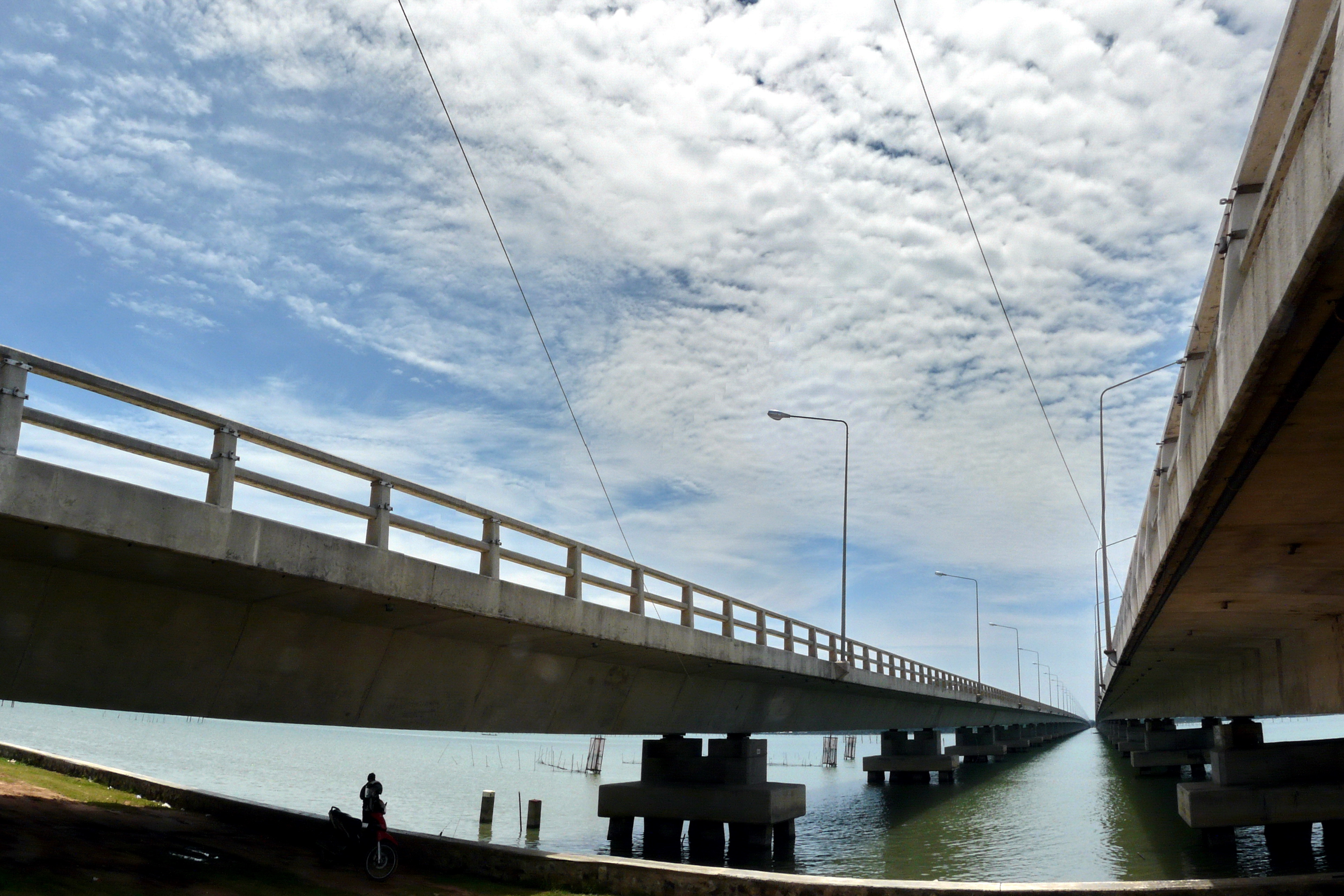
Il ponte Tinsulanonda
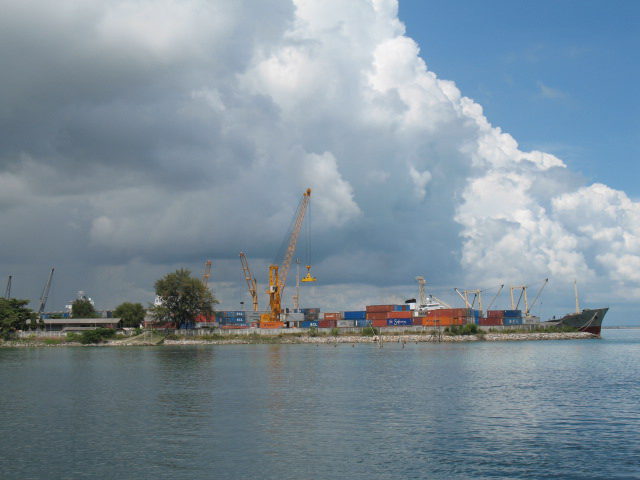
Il porto
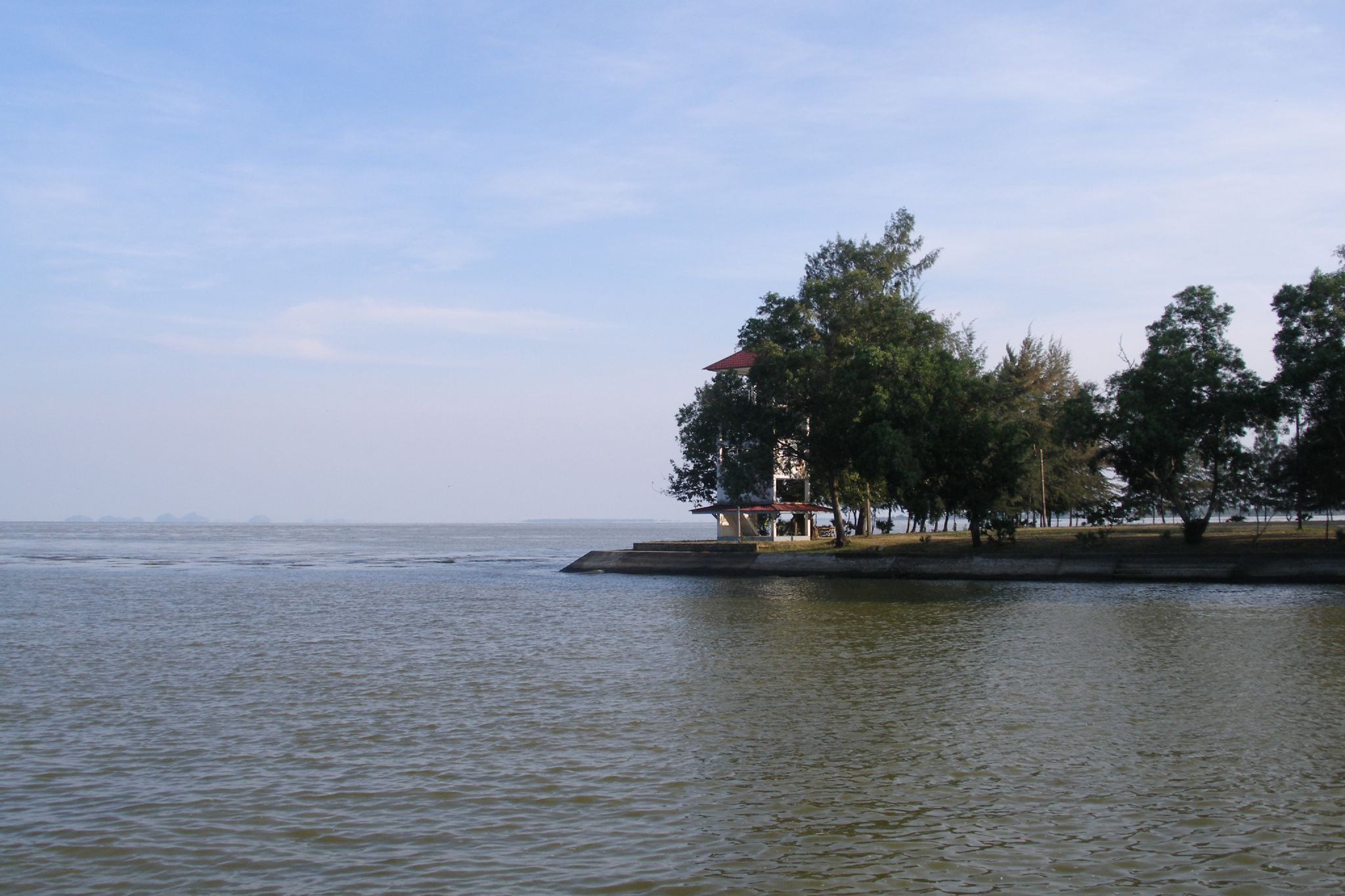
Scorcio del lago di Songkhla
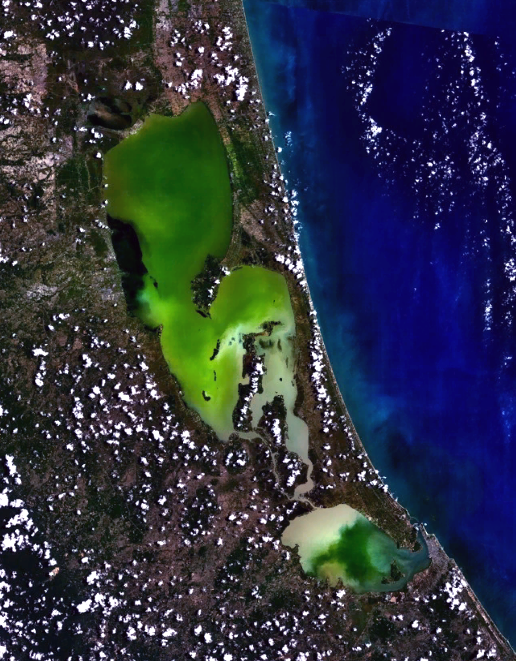
Lago di Songkhla dal satellite
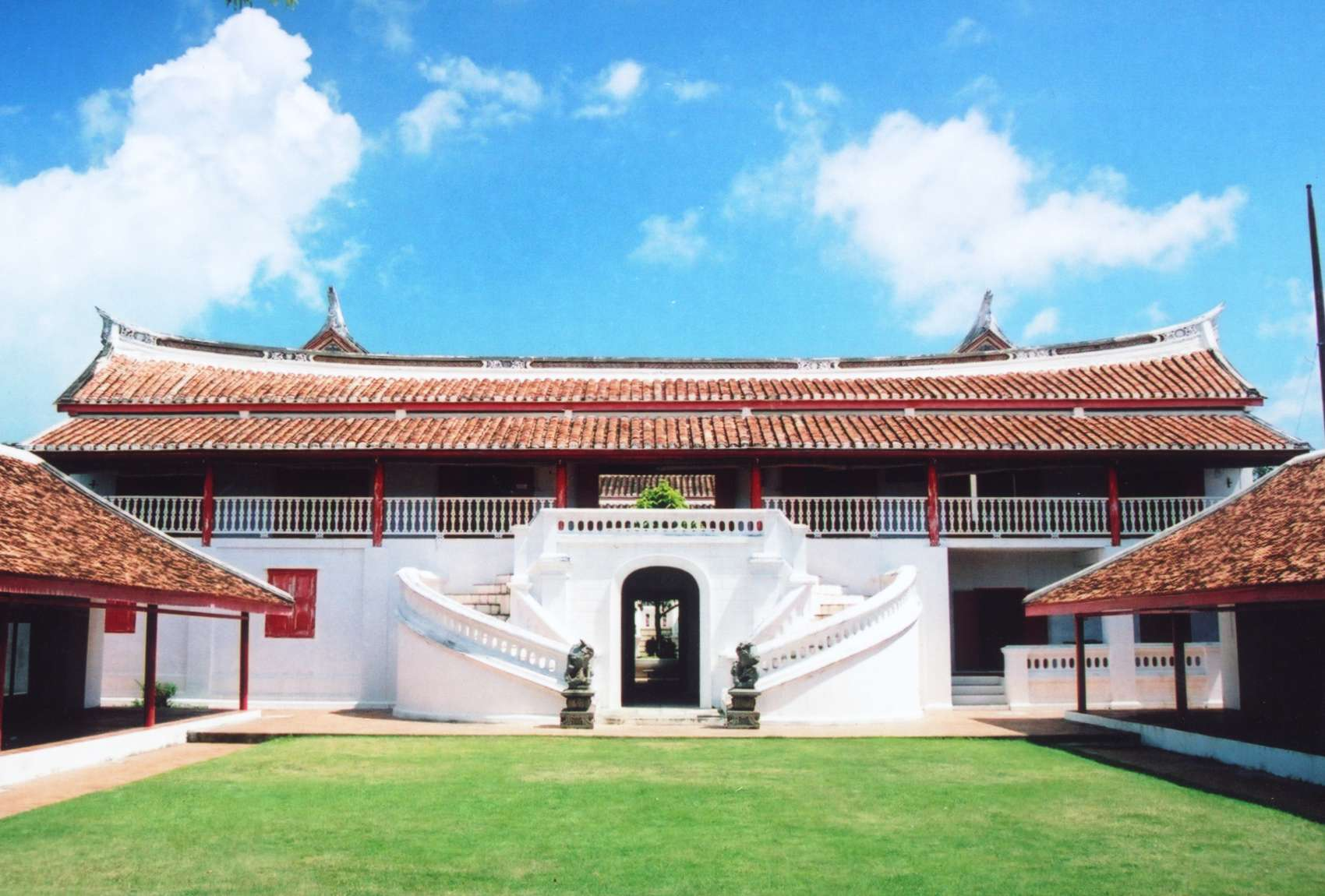
Museo nazionale di Songkhla
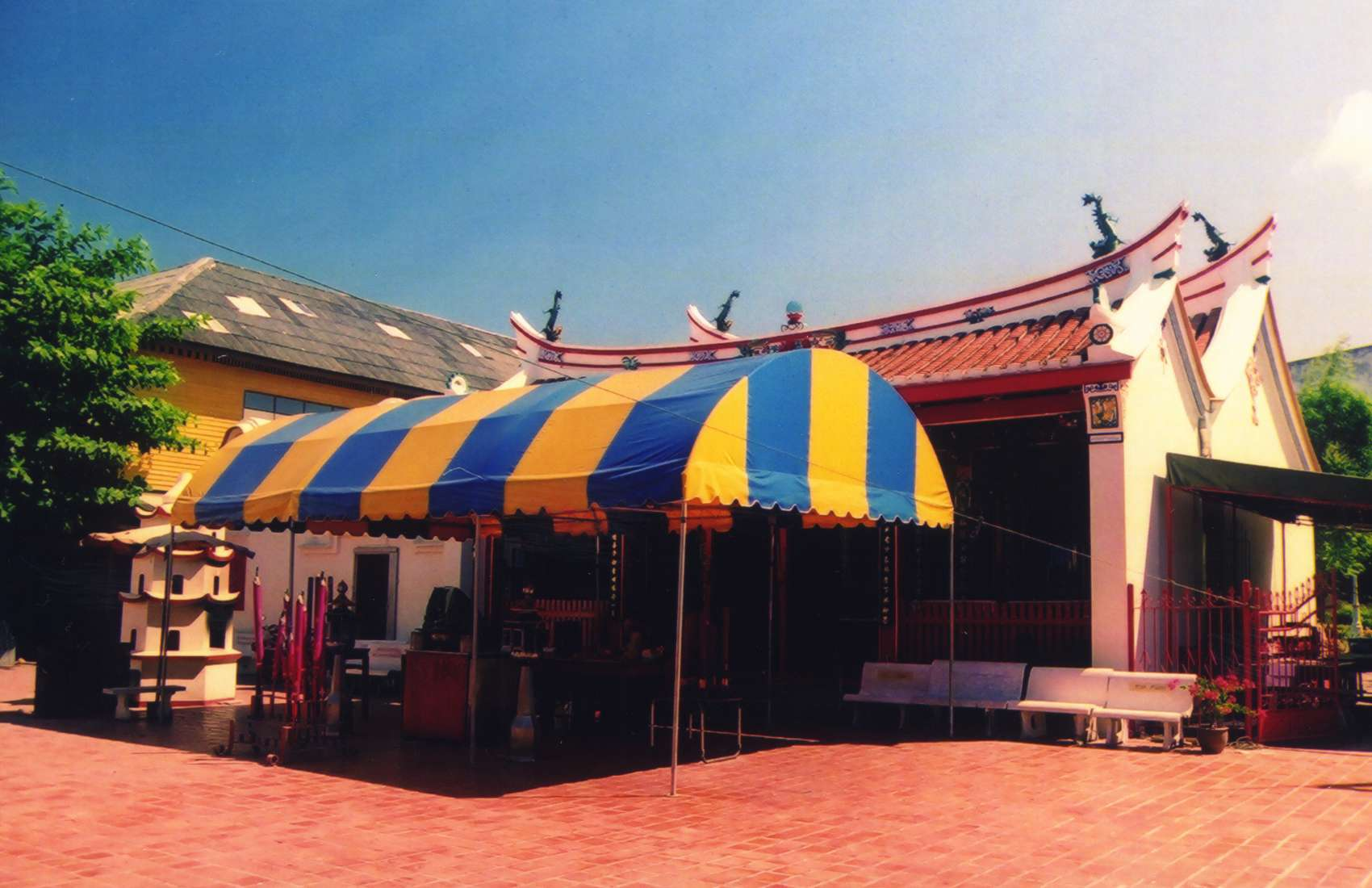
Il Lak Mueang, santuario che ospita la divinità protettrice della città
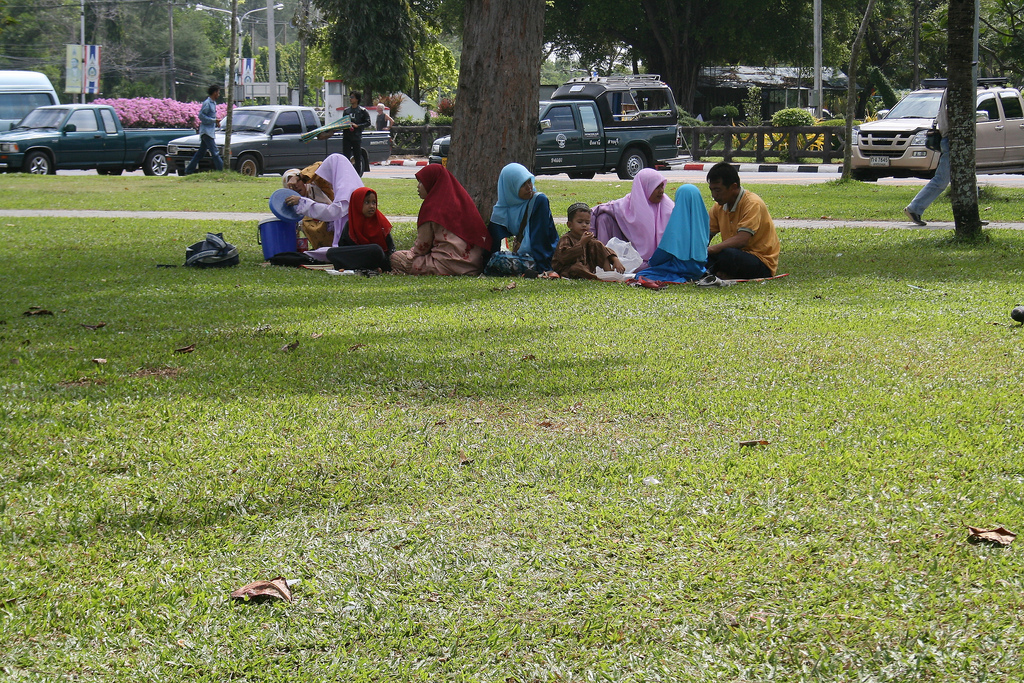
Famiglia di etnia malese in un parco cittadino